# Гілпорт Лайонз

Логотип клубу до 1 липня 2015 року

Спортивний клуб Гілпорт Лайонз або просто «Гілпорт Лайонз» (англ. Gilport Lions Sporting Club) — ботсванський футбольний клуб з міста Лобаце.

## Історія
Гілпорт Лайонз був заснований в 1969 році під назвою Ботсвана Міт Комішион, в місті Лобаце. Спочатку клуб виступав на аматорському рівні, оскільки в ньому грали у вільний від основної роботи час переважно співробітники компанії «Botswana Meat Commission», яка протягом тривалого часу була генеральним спонсором клубу. Головним досягненням була перемога в Кубку Виклику Футбольної Асоціації Ботсвани в 2007 році, коли у фіналі турніру був подоланий ЕККО Сіті Грінз, а також став фіналістом турніру в 1996 році; у чемпіонаті команда жодного разу не здобував золоті медалі, але в сезоні 2011/12 років завоював срібні нагороди елітного дивізіону національного чемпіонату.
Починаючи з сезону 2015/16 років клуб змнив назву на «Гілпорт Лайонз», а також змінив клубний логотип.
Гілпорт Лайонз має хороші ділові стосунки з іншими футбольними клубами країни, а тому переходи гравців між клубами переважно відбуваються швидко та без будь-яких проблем.
В 1996 році вперше та востаннє на сьогодні клуб взяв участь у клубному континентальному турнірі, Кубку КАФ 1996, в якому клуб припинив боротьбу вже у першому раунді від Мамелоді Сандаунз з Південної Африки.

## Досягнення
- Прем'єр-ліга
  -  Срібний призер (1): 2011/12
  -  Бронзовий призер (2): 1994/95, 2005/06[8]
- Кубок виклику Футбольної асоціації Ботсвани
  -  Володар (1): 2007
  -  Фіналіст (1): 1996
- Кубок незалежності Ботсвани
  -  Фіналіст (1): 2003

## Статистика виступів на континентальних турнірах
| Сезон | Турнір    | Раунд      | Клуб                | Вдома | На виїзді | Загалом |
| ----- | --------- | ---------- | ------------------- | ----- | --------- | ------- |
| 1996  | Кубок КАФ | Попередній | Сили оборони Лесото | 4-2   | 0-0       | 4-2     |
| 1996  | Кубок КАФ | 1          | Мамелоді Сандаунз   | 1-4   | 0-3       | 1-7     |

## Відомі тренери
- Кайзер Каламбо (1996-1999)[9]
- Зара Могвера (2004-2005)[10]